# Referendum w Mongolii w 1945 roku
Referendum w Mongolii w 1945 – referendum niepodległościowe, które odbyło się 20 października 1945 roku. W referendum 100% mieszkańców Mongolii opowiedziało się za niezależnością od Chin.

## Wyniki głosowania
| Głosy                             | Liczba głosów | %     |
| --------------------------------- | ------------- | ----- |
| Tak                               | 487 409       | 100%  |
| Nie                               | 0             | 0%    |
| Głosy nieważne                    | –             | –     |
| Razem                             | 487 409       | 100%  |
| Zarejestrowani wyborcy/Frekwencja | 494 960       | 98.5% |